# Шайдуллина, Сандугач Сальмановна
Сандугач Сальмановна Шайдуллина (род. 15 декабря 1981, Казань) — российская шахматистка, женский международный гроссмейстер (WGM, 2003), мастер спорта России (2004), женский международный мастер (WIM, 2002).
Окончила Татарский государственный гуманитарно-педагогический университет. Магистр Российского Государственного университета физической культуры, спорта, молодежи и туризма (ГЦОЛИФК, Москва, 2014).
В шахматы пришла в шесть лет, первый тренер — А. Д. Лившиц. Окончила Республиканскую СШОР по шахматам и шашкам имени Р. Г. Нежметдинова, где занималась под руководством тренеров М. А. Мухутдинова, Н. И. Мухамедзянова, А. Н. Панченко.
Участница личных чемпионатов Европы в Варне (2002), Дрездене (2004) и Пловдиве (2008), высших лиг чемпионата России в Элисте (2002 и 2003), Сочи (2004), Орле (2006), Смоленске (2007) и Челябинске (2008), Аэрофлот-опена (2004), Moscow open (2007 и 2008), различных всероссийских и международных турниров.

## Наивысшие достижения
Чемпион Татарстана по классическим шахматам среди женщин (Казань, 2001).
Двукратная чемпионка России (Самара, 2003 и Сочи, 2007) и дважды бронзовый призёр чемпионатов Европы среди женских клубных команд в составе команды «Ладья-Казань» (о. Крит, Греция, 2003, г. Измир, Турция, 2004).
Двукратный победитель и бронзовый призёр международного женского турнира «Мемориал Людмилы Руденко» (Санкт-Петербург).
Бронзовый призёр международного женского турнира «Мемориал Елизаветы Быковой» (Владимир, 2004).
Победитель (Москва, 2002) и серебряный призёр (Москва, 2003) Кубка России по быстрым шахматам среди женщин.
Бронзовый призёр открытого чемпионата Москвы среди женщин на призы газеты «Вечерняя Москва» (Москва, 2007).
Победитель (Ижевск, 2009) и серебряный призёр (Пермь, 2008) чемпионатов Приволжского федерального округа по классическим шахматам среди женщин.
Победитель Гран-при — Кубка России по быстрым шахматам среди женщин в общем зачёте.
Чемпионка Центрального федерального округа по классическим шахматам среди женщин (Пущино, 2017) и серебряный призёр (Белгород, 2014).
Чемпионка Центрального федерального округа по быстрым шахматам среди женщин (Серпухов, 2017) и серебряный призёр (Белгород, 2014).
Победитель международного женского турнира по классическим шахматам «Мемориал Елены Ахмыловской» (Железногорск, 2017).
Чемпионка Центрального федерального округа по блицу среди женщин (Серпухов, 2017).
Бронзовый призёр финала Кубка России по классическим шахматам среди женщин (Ханты-Мансийск, 2017).